# 上布济诺夫卡农村居民点
上布济诺夫卡农村居民点（俄语：Верхнебузиновское сельское поселение）是俄罗斯联邦伏尔加格勒州克列茨卡亚区所属的一个农村居民点。其下辖有5个居民点，行政中心为上布济诺夫卡。据2016年统计，该农村居民点的人口为1329人。